# Emirat d'Arzèn
Arzèn fou un emirat d'Armènia occidental, centrat a la ciutat d'Arzèn, que fou destruïda per l'Imperi Romà d'Orient el 752 fou repoblada pels musulmans que foren regits per un valí.
Amb la Guerra Civil dels abbàssides per la successió del Califat, el capitost local, Mussa ibn Zurara vers el 813 es va constituir en una força autònoma amb el títol d'emir, però generalment va guardar fidelitat a l'ostikan d'Armènia, si bé en alguns moments fou independent durant els períodes turbulents. D'un passatge poc clar d'un historiador podria deduir-se que Mussa estava casat amb una filla o neta d'Asoci IV Bagratuní, príncep d'Armènia.
Tot i aquest possible parentesc, el 850 l'emir Mussa ibn Zurara fou encarregat de cobrar els impostos al príncep de Taron, Bagrat I Bagratuní (fill d'Asoci), que el va derrotar. Això no obstant, el 851 i 852 va donar un cert suport a Bagrat contra Yússuf ibn Muhàmmad al-Marwazí, fill i successor de l'ostikan Abu-Saïd Muhàmmad ibn Marwazi (al qual Mussa havia estat lleial).
El nou ostikan Bogha al-Khabir, és a dir Bogha el Vell, el va fer presoner el 853 i el va enviar a Samarra. El succeí el seu fill Abu-l-Maghrà ibn Mussa ibn Zurara que el 868 va perdre part dels seus dominis davant el príncep de Mardastan. Les lluites a Taron (897) li van permetre estendre's per Sassun i Khoit.
El mateix 897 l'emir de Diyar Bakr, Àhmad ibn Issa ibn Xaykh, de la dinastia xaybànida, cridat pels feudals de Baspracània, va atacar l'emir d'Arzèn Abu-l-Maqra ibn Mussa (que era lleial al rei d'Armènia) i el principat de Taron, en mans d'una branca dels bagràtides, on ara (des del 895) regnava Gurguèn, fill d'Asoci de Taron i net de Bagrat I Bagratuní, que havia derrotat a l'altre pretendent de nom també Asoci (fill de David Arqaik, germà d'Asoci, príncep del 878 al 895). Gurguèn va morir en la lluita contra l'emir xaybanida Àhmad que va annexar Taron. També l'emirat d'Arzèn i les muntanyes de Khoit i Sassun (que abans havien estat de Taron però ara pertanyien a Abu-l-Maqra) fou atacat i annexionat el 898.